# Lars Matson

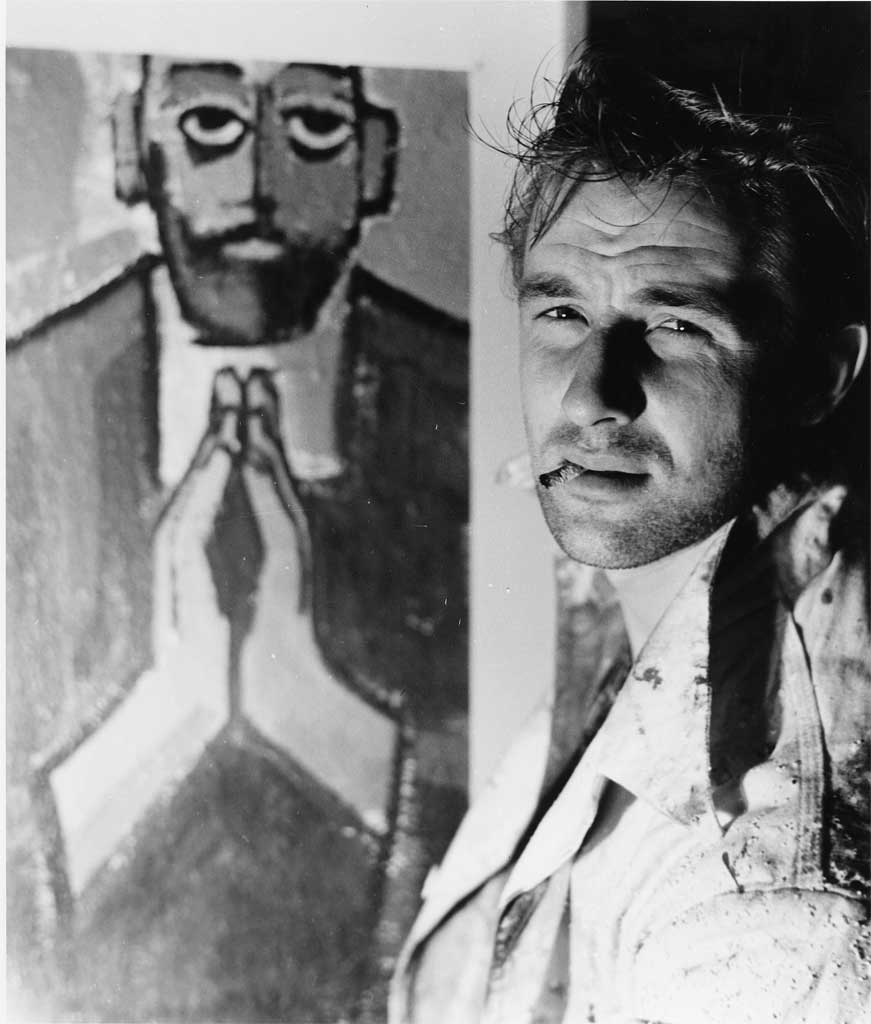
Lars Matson framför ett tidigt verk.

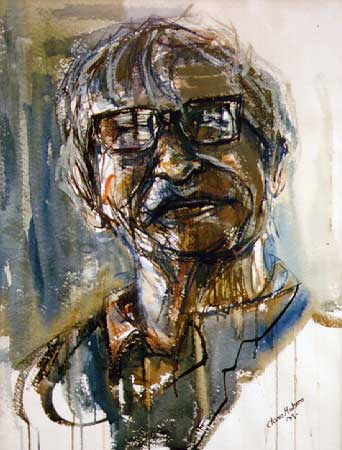
Ante från fahlträsk. Akvarell av Lars Matson 1973

Lars Matson, född 29 juli 1933 i Rankbäcken utanför Sorsele i Västerbottens inland, död 1994, var en svensk målare. 
I tidig ålder skadade han sin högra arm och fick ett handikapp för livet. Efter studier i Göteborg på Valands konstskola hamnade Lars Matson åter i Sorsele. Han hyrde en ateljé i gamla polisstationens arrestlokaler och utvecklade där en unik stil som kom att prägla hans måleri genom hela livet. Konstnären i byn drog till sig personligheter, både lokala profiler och Sverigebekanta artister. Han levde tillsammans med familjen i en gammal ombyggd uthuslänga och drog sig fram med en knapp ekonomi. De artister och kulturpersonligheter som han bekantade sig med under denna tid kom att betyda mycket för det riktiga genombrottet i Stockholm 1962. Då utställningen plötsligt besöktes av operasångare, skådespelare, erkända konstnärer och storföretagare så kom pressen och med pressen kom även Lars Widding och Fredrik Burgman som kom att skriva flera viktiga artiklar i Expressen om konstnären.
Lars Matson kom att bli en folkets konstnär med motiv som starkt berörde de människor som levde i övergången från småbrukssamhället till det storskaliga jordbruket. Med starka porträtt av människor och djur från en svunnen tid och karga landskap gick han rakt in i hjärtat på den vanliga människan.
Lars Matsons konstverk skildrande hästar i skogsbruk blev kanske det motiv som fastnat mest i publikens minne, men hans bredd var betydligt större än så. 
De sista åren i sitt förhållandevis korta liv ägnade han sig åt stadens landskap. Detta resulterade i en stor vandringsutställning som tio år efter hans bortgång hade premiär på Västerbottens läns museum.